# Samuel Awich
Samuel Lungole Awich, né vers 1947, est un juriste du Commonwealth, dont la carrière l'a conduit de son Ouganda natal au Botswana, aux Îles Salomon et au Belize.

## Biographie
Samuel Awich obtient un Bachelor of Laws avec mention très bien à l'université Makerere puis un diplôme du Law Development Centre (en) à Kampala.
Il commence sa carrière juridique comme procureur au Botswana en 1976. Il siège ensuite comme magistrat en 1980, magistrat principal en 1981, greffier par intérim et maître de la Haute Cour en 1983, puis greffier adjoint en 1989. Il occupe ces postes jusqu'en 1993, date à laquelle il ouvre son cabinet privé au sein de Kgodi and Partners. En 1994, il s'installe aux Îles Salomon, où il devient greffier de la Haute Cour et de la Cour d'appel. En 1995, il devient commissaire de la Haute Cour et est nommé juge à la Haute Cour en 1996.
Awich prête serment en tant que juge de la Cour suprême du Belize le 2 avril 2001 devant le juge en chef Abdulai Conteh, originaire de Sierra Leone. En septembre 2009, l'Association du barreau du Belize se réunie pour discuter des retards pris par Awich pour rendre des jugements dans un grand nombre de ses affaires. Il a le plus grand nombre d'affaires avec des jugements longuement retardés, en raison du manque de juges de la division civile et des ajustements demandés, avec onze des quinze affaires en suspens pendant quatre à six ans, ce que le BBA décrit comme une violation du droit constitutionnel des plaideurs à un procès équitable dans un délai raisonnable. Ils invitent formellement Awich à démissionner,. Le procureur général de l'époque, Wilfred Elrington (en), critique les commentaires de l'Association du barreau du Belize, les décrivant comme une invitation à l'ingérence politique dans le système judiciaire et une érosion de la confiance du public. Les juges en exercice condamnent également les actions de l'Association du barreau du Belize en les qualifiant de « scandaleuses ».
Lorsque le président de la Cour suprême Abdulai Conteh atteint l'âge de la retraite de 65 ans en août 2010, le Premier ministre Dean Barrow prend la décision controversée de ne pas prolonger son mandat. À la fin du mois, il indique que M. Awich deviendrait probablement juge en chef par intérim jusqu'à ce qu'un nouveau juge en chef soit trouvé. Il prête serment en tant que juge en chef par intérim le 4 octobre 2010. Dans les déclarations qu'il fait à l'époque, il exprime son soutien à des peines plus sévères pour les criminels. Il ne doit initialement occuper le poste que jusqu'en janvier 2011, mais finit par le conserver pendant une bonne partie de la session de 2011, alors que la recherche d'un nouveau juge en chef se poursuit. Lors de la cérémonie d'ouverture de la Cour suprême en 2011, il critique également les opposants à la Cour caribéenne de justice, et l'arrangement selon lequel les avocats anglais peuvent représenter des clients dans les tribunaux du Belize alors qu'il n'existe pas d'arrangement réciproque permettant aux avocats béliziens d'agir de la même manière dans les tribunaux anglais. Il occupe ce poste jusqu'en septembre, date à laquelle Kenneth Benjamin lui succède. En mai 2012, il prête serment en tant que juge de la Cour d'appel, sous la direction du président de la Cour d'appel Manuel Sosa (en).
Il prend sa retraite le 3 mars 2022 à l'âge de 75 ans. En juin 2023, Samuel Awich dépose une plainte contre le Conseil de la sécurité sociale et le procureur général du Belize. Sa demande est d'obtenir une retraite mieux rémunérée. En effet, Samuel Awich a servi dans le système judiciaire bélizien de 2001 à 2022, soit plus de 20 ans.

### Vie privée
Samuel Awich a un fils avocat, Kileru Awich, qui le représente lors de sa plainte de 2023.